# 胡安·迪亚斯·德索利斯

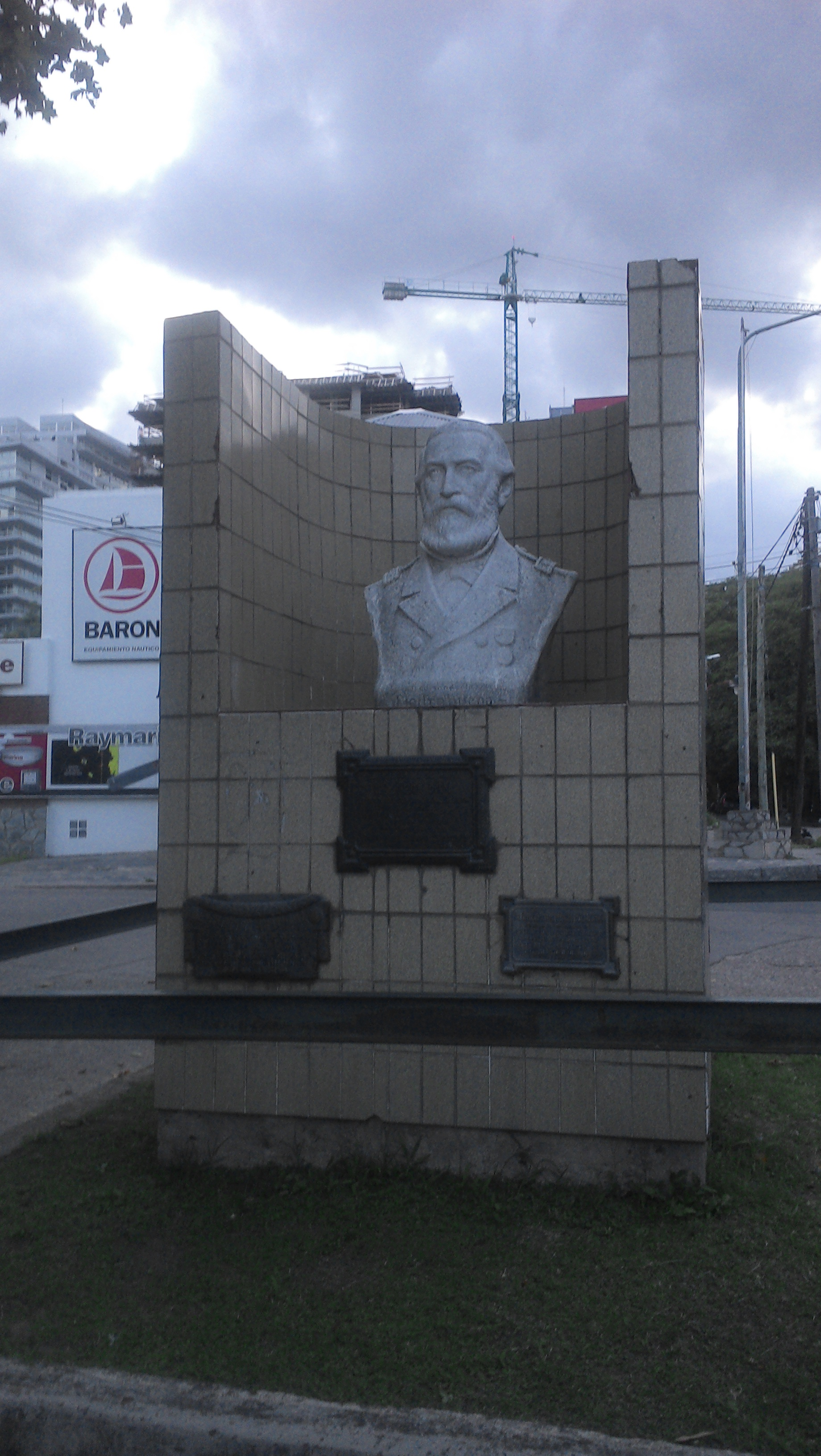
位於阿根廷布宜諾斯艾利斯的德·索利斯雕像

胡安·迪亚斯·德·索利斯（西班牙語：Juan Díaz de Solís，不详—1516年1月20日）是16世纪的航海家和探险家，他可能是效力于西班牙的葡萄牙人。德·索利斯分别在1506年和1508年探索尤卡坦半岛与巴西。1515年底至1516年初，他在拉普拉塔河流域探險，結果他在当地遇袭身亡。包括索利斯德马陶霍和大索利斯在内的多地以他的名字命名。